# Playas Doradas
Playas Doradas (ex Balneario El Salado) es un balneario del municipio de Sierra Grande, dentro del Departamento San Antonio, en el oriente de la provincia de Río Negro, Argentina. Se encuentra a 28 km al este de la ciudad de Sierra Grande, por la ruta provincial RP 5, sobre el Mar Argentino. La villa se dedica al turismo, actividades portuarias y de pesca.
Contiguo a Playas Doradas se emplaza el Parque Nacional Islote Lobos, creado en 2022, con fines de conservación de la biodiversidad marina costera y el patrimonio arqueológico.

## Historia
Su nombre más famoso y aceptado deriva de sus playas que tienen arenas muy finas, únicas en el país, que son el resultado de la fragmentación del cuarzo y sílice, que producen los reflejos dorados que le dan nombre al lugar.
El balneario utilizado por los pobladores de Sierra Grande y alrededores hasta principios de la década del 1970 era Punta Colorada. Como Punta Colorada fue elegida como puerto de embarque del hierro de la mina local, se le encomienda en el año 1974 al director de obra de la villa de Sierra Grande, el arquitecto Ronaldo Duncan Paterson, que busque un nuevo balneario. Es así que en un avión bimotor Dove, que contrata en la ciudad de Trelew, recorre las costas y establece la zona cercana a la desembocadura del Río Salado como el nuevo balneario. Luego el arquitecto Paterson, durante 3 días y sus noches, estuvo trabajando a pie con un grupo de topógrafos, agrimensores e ingenieros en lo que sería la traza de la nueva ruta a lo que hoy se conoce como Playas Doradas.
La denominación de «Balneario Playas Doradas» fue idea de la exsubsecretaria de Turismo de la Municipalidad de Sierra Grande, Mercedes Fontao, conocida como Mechy Otero, quien por medio de un proyecto de ordenanza logró que el concejo cambiara la denominación de "El Salado", que hacia referencia a la desembocadura del arroyo señalado. Este cambio fue bajo el gobierno del ex intendente Miguel Palferro, y hace clara referencia a las doradas arenas de estas playas patagónicas. La fecha en la que se promulgó la Ordenanza Municipal es el 25 de marzo de 1992, por medio de la Ordenanza 006/92, que fue promulgada por medio del Decreto 006/92 el día 7 de abril de 1992. Se entiende con ello, que la fecha del lanzamiento turístico del Balneario Playas Doradas al mercado nacional es el 25 de marzo de 1992, que se toma como fecha de su creación.

## Población
Contó con 194 habitantes (Indec, 2010), lo que representó un marcado incremento del 273% frente a los 52 habitantes (Indec, 2001) del censo anterior.
El censo 2022 registró una población de 442 habitantes que se repartieron entre 244 hombres y 198 mujer. Sin embargo, las cifras obtenidas fueron estimativas solo teniendo en cuenta a la población en viviendas particulares; es decir, excluyendo del dato a la población institucional y las personas sin hogar. Gracias a este censo también fue posible conocer su densidad y tamaño urbano.

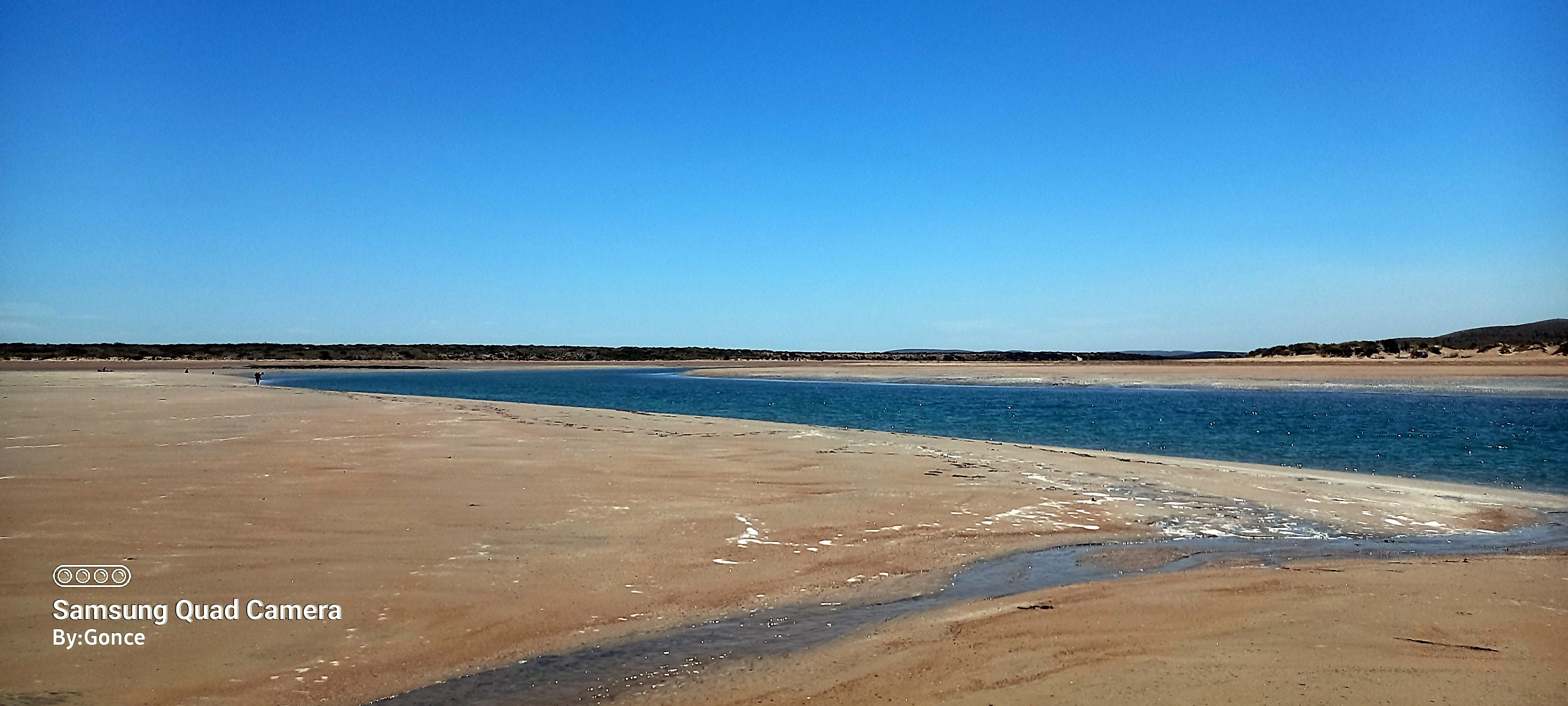
El mar al retirarse con marea baja retira sus aguas del arroyo simulando un río que fluye intensamente

| Gráfica de evolución demográfica de Playas Doradas entre 1991 y 2022 |
|                                                                      |
| Fuente: Censos nacionales del INDEC                                  |

## Geografía
La localidad se encuentra ubicada en el margen oeste del Golfo San Matias, en la costa atlántica del norte de Patagonia. Cuenta con 3 kilómetros de extensa playa en una suave pendiente de arenas muy finas, producto de la fragmentación de cuarzo, sílice y conchillas. Estas arenas producen un reflejo dorado que le da nombre al lugar.

## Instituciones educativas
La localidad de Playas Doradas cuenta con una escuela primaria, la Escuela de Jornada Completa No 360 "Mario Armando Toconas". Fue nombrada en honor a quien fue uno de los 44 tripulantes del submarino Ara San Juan.

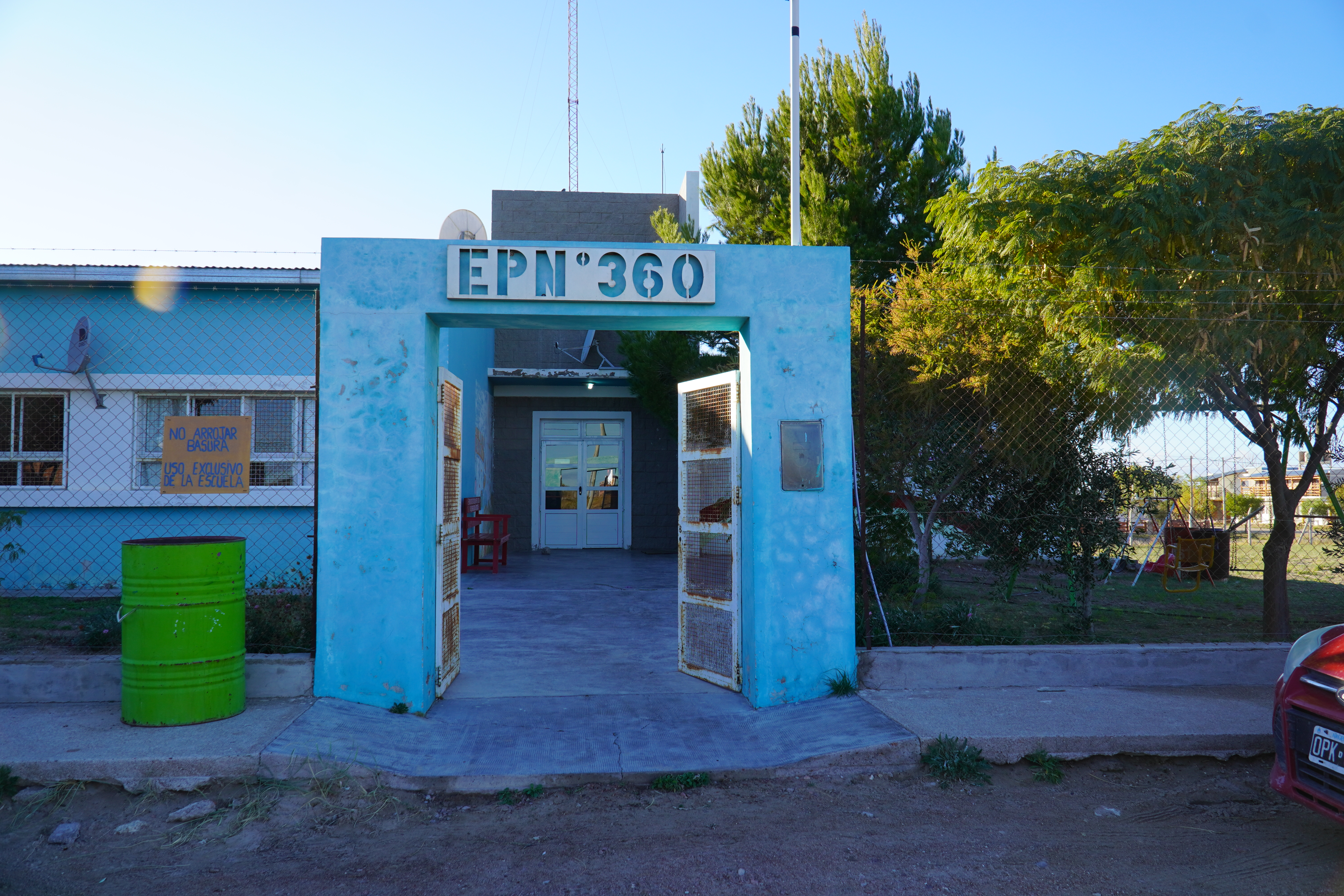
Frente de la Escuela Primaria Jornada Completa N°360 "Mario Armando Toconas"

## Calles
Las calles de Playas Doradas fueron nombradas en referencia a moluscos marinos y plantas, típicos en la zona. Las calles con nombres de plantas discurren de manera paralela a la línea de costa, mientras que las correspondientes a moluscos, perpendiculares a las anteriores, con algunas excepciones como la Calle Lapas, que comienza perpendicular a la playa y adopta forma de semicírculo, pasando a ser paralela y luego nuevamente perpendicular. Las calles de los moluscos marinos tienen nombres de géneros que cuentan con especies comunes en la zona, como Trofón, bien representado por la especie depredadora Trophon geversianus; Fisurela, relacionada con la lapa Fisurella radiosa; Tegula en relación con el caracol herbívoro Tegula patagonica; la Avenida Buccino, por las especies del género Buccinanops, como Buccinanops cochlidium, y otros (ver debajo).Además de las calles relacionadas con plantas y moluscos, otras tienen nombres como Avenida Prefectura Naval Argentina, Avenida Golfo San Matías o Avenida Vito Dumas, entre otras.

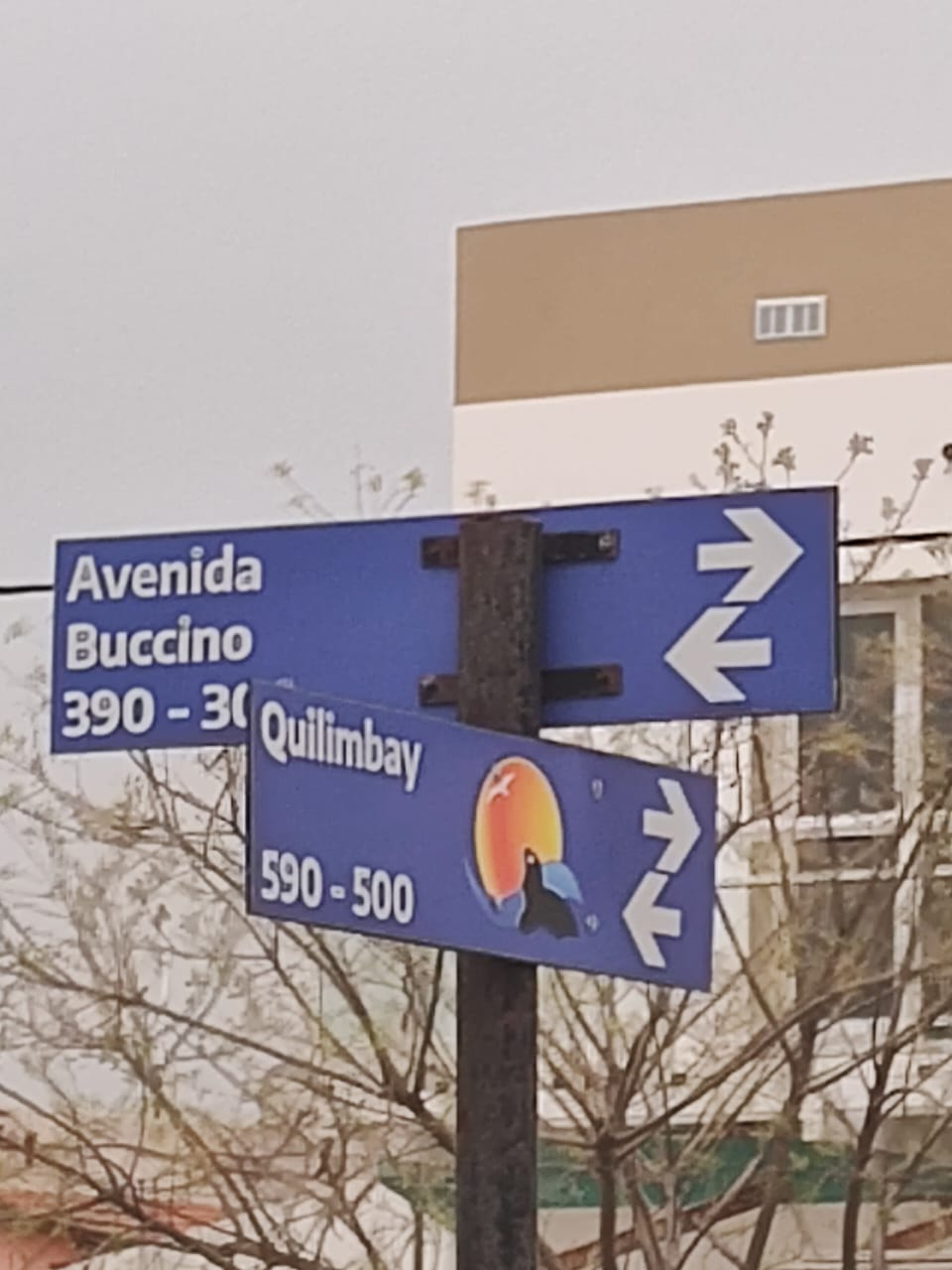
Cruce de la Avenida Buccino y la calle Quilimbay

### Calles perpendiculares a la línea de costa con nombres de moluscos u otros animales, de sur a norte
- Calle Quitones. Relacionada con los moluscos poliplacóforos, llamados quitones. En la zona puede observarse a la especie Chaetopleura isabellei.
- Calle Astropecten. Género de estrellas de mar, que cuenta con la especie Astropecten brasiliensis en la región.
- Calle Panopea. Género de almejas gigantes que en el Golfo San Matías está representada por la especie Panopea abbreviata, una especie que puede pesar hasta 1,3 kilos.
- Calle Telina. Género de almejas, cuyo nombre científico es Tellina, y cuenta con la especie Tellina petitiana en la zona. Actualmente, la especie fue renombrada como Ardeamya petitiana. [9]
- Calle Zidona. Género de caracoles cuya única especie es Zidona dufresnii, presente en la zona.
- Avenida Buccino. Los buccinos son un conjunto de caracoles gastrópodos de la familia Buccinidae, que tienen hábitos carnívoros y carroñeros. En la zona puede mencionarse a Buccinanops
- Calle Lapas. Las lapas incluyen a un conjunto variado de especies con concha cónica, que viven adheridas a las rocas y se alimentan de algas. Una especie muy común en las rocas intermareales de la zona es Nacella magellanica. Las lapas agujereadas, de la familia Fissurellidae, tienen su propia calle (Fisurela, ver debajo). Además, existe una especie de lapa llamada Siphonaria lessoni, conocida también como falsa lapa, ya que se trata en verdad de un gastrópodo pulmonado que se adaptó a la vida en el agua marina.

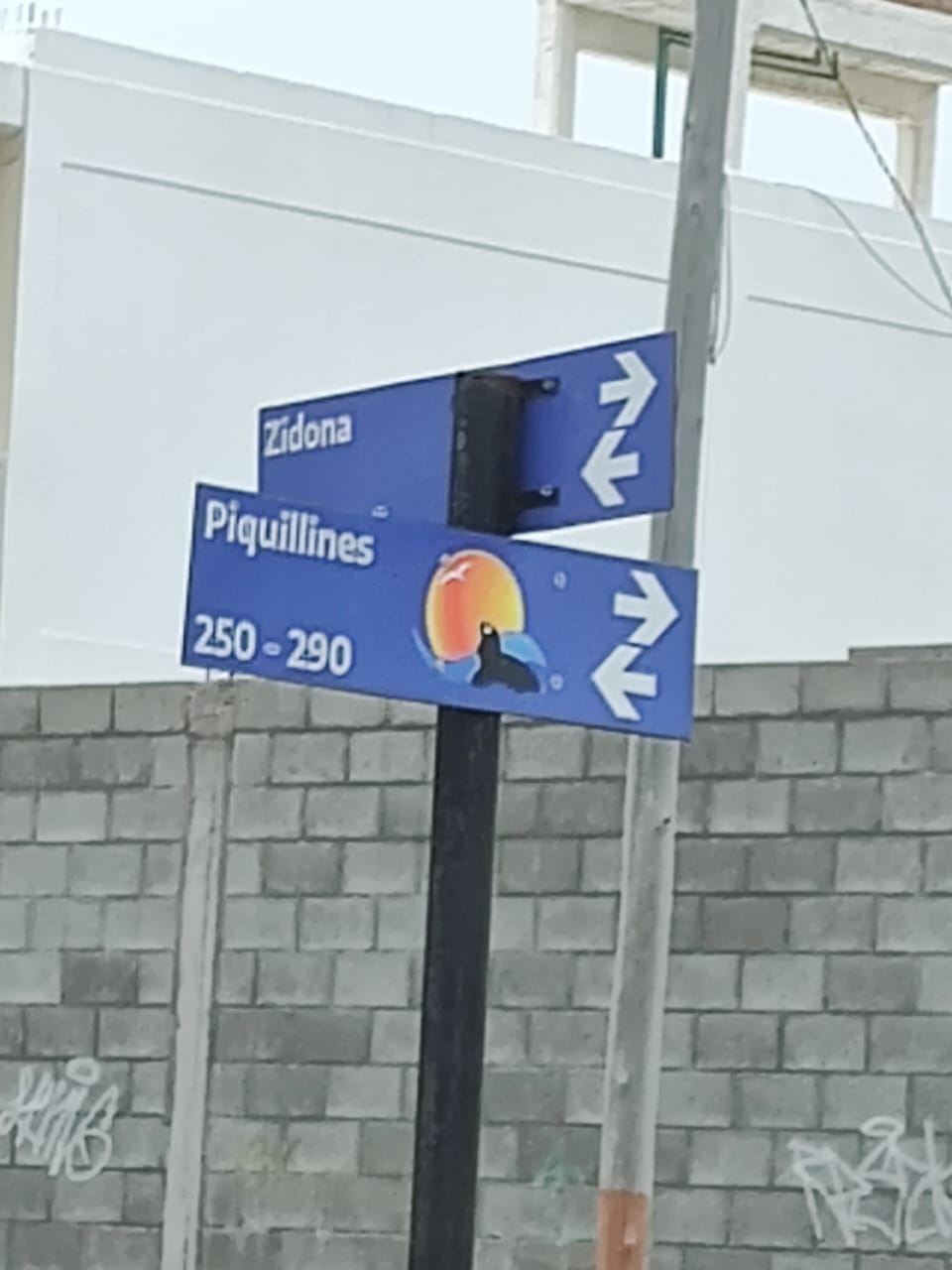
Cruce de las calles Zidona y Piquillines

- Calle Tegula. Género de gastrópodos herbívoros comunes en la franja intermareal de la zona. La especie más común es Tegula patagonica.
- Avenida Fisurela. Hace referencia a las lapas agujereadas, conocidas comúnmente como lapas ojo de cerradura y las lapas hendidas. En la zona, son comunes los ejemplares de la especie Fissurella radiosa (información en Fissurella).
- Calle Farito. Hace referencia al gastrópodo Epitonium georgettinum, un caracol marino de pequeño tamaño.

### Calle paralelas a la playa, con nombres de plantas, de este a oeste
- Jarillal. Por los arbustos del género Larrea.
- Quilimbay. Por la especie de planta Chuquiraga avellanedae, conocida también como "quilimbay", "trayén" y "sombra de toro"
- Alpatacos. Especie de planta con forma de arbusto, muy espinosa, cuyo nombre científico es Prosopis alpataco.
- Piquillines. Especie de planta Condalia microphylla.
- Molle. Comprende a diferentes especies del género Schinus.
- Codim. Se trata de un alga, cuyo nombre es Codium.

## Pesca

### Desde la playa
Pejerrey, róbalo, lenguado, lisa, mero, cazón, sargo, cabrilla.

### Pesca embarcada
Caballa, besugo, salmón, tiburón, cazón, pulpo.

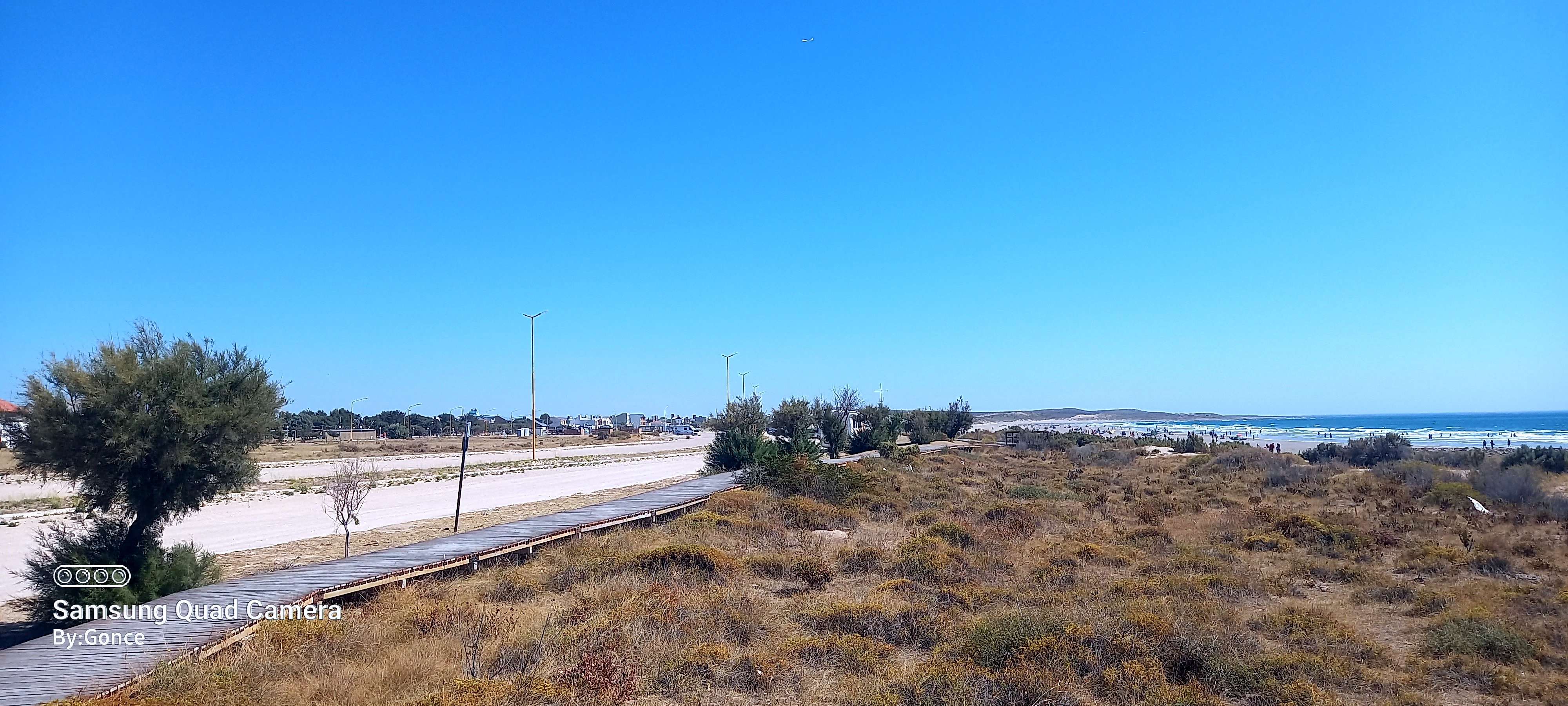
Nueva rambla de la localidad sobre gran parte del litoral de la playa. La misma armoniza con sus menados y es de madera.

## Turismo
El pueblo desarrolla básicamente actividades pasivas como baños, descansos, tomar sol, práctica de deportes náuticos y pesca desde la costa o embarcada.
También es posible la práctica del buceo en su parque submarino natural. En estas costas los deportes de viento también ocupan su lugar, como la natación, canotaje, navegación a vela, wind surf, etcétera.

### Playa principal
Con alrededor de 3.000 metros de longitud y 500 metros hasta el mar, en suave pendiente, es una combinación única de mar, naturaleza y serenidad. Posee una arena suave y dorada, única en el país.

### Desembocadura del Arroyo El Salado
Al norte del balneario está la desembocadura del arroyo El Salado, que dio origen a la zona. Este curso irregular de agua desemboca en el mar formando una gran bahía, encuadrada por dunas acolinadas de altura considerable. Por las amplias mareas, la pleamar inunda esa hoya y forma una laguna transparente, ideal para canotaje, vela, windsurf, etcétera. Las mareas bajas también dejan en bajamar bancos de mejillones, esteros de platas anfibias y cangrejales.
Existen formaciones rocosas con bancos de mejillones, de vieiras y de cholgas, además de erizos, estrellas de mar y pulpos.

### Otras playas
También existen otras pequeñas playas pertenecientes a Playas Doradas, entre ellas están: Ceferino, Playa Escondida, Playa Bonita, caracterizada por sus grandes rocas que funcionan de reparo para días ventosos; José Manuel, frecuentada por aficionados a la pesca debido a su variada fauna marina; Gauchito Gil, y el Puerto de Punta Colorada.[cita requerida]
Además, están presentes Los Suecos, una opción popular entre los pescadores por sus formaciones rocosas; Las Casitas, nombrada así por las pequeñas construcciones de pescadores que la bordean; y el camping Minero ubicado luego del Puerto.
Estas playas suceden a Playas Doradas en dirección sur y son de fácil acceso a través de un camino costero. A diferencia de Playas Doradas, en estas otras la pendiente es mucho más pronunciada. Suelen visitarse con motivos de pesca.

### Fiesta Nacional
Cada año, aproximadamente a mediados de febrero, se realiza la Fiesta Nacional de Playas Doradas. Se trata de dos noches de festejos con shows musicales, humorísticos, coronación del caracolito y la estrellita de mar y como broche de oro la elección de la Reina Nacional de Playas Doradas. La fiesta de Playas Doradas fue de carácter provincial hasta el año 2014, siendo Agustina Brumatti la XIII y última Reina provincial.
En 2015 la fiesta tomó carácter Nacional, convirtiéndose en la primera Fiesta Nacional, donde Nahiara Castro quedara en la historia como la primera Reina Nacional de Playas Doradas.

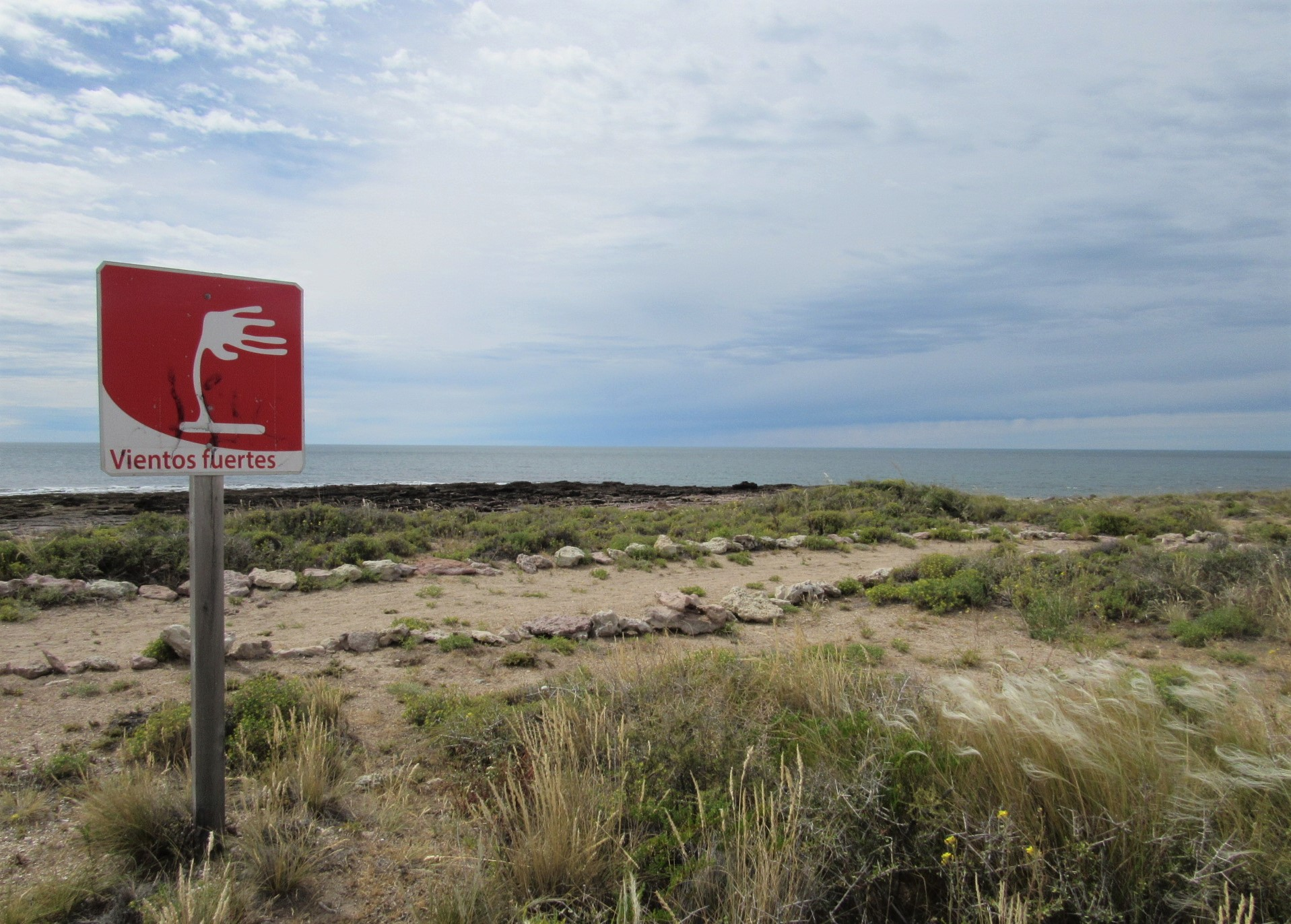
Panorama de Playas Doradas
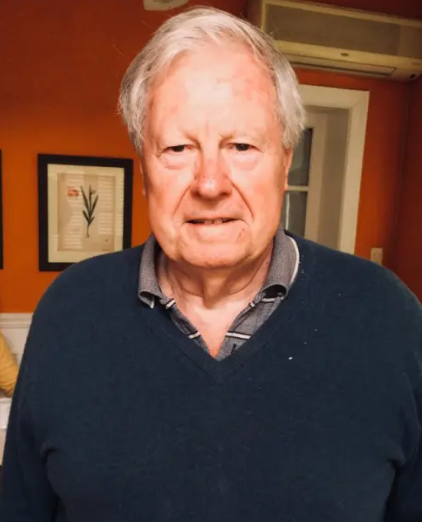
El arquitecto Ronaldo Duncan Paterson fue quien estableció en 1974 el nuevo balneario (hoy Playas Doradas) y el camino de acceso en reemplazo de Punta Colorada.
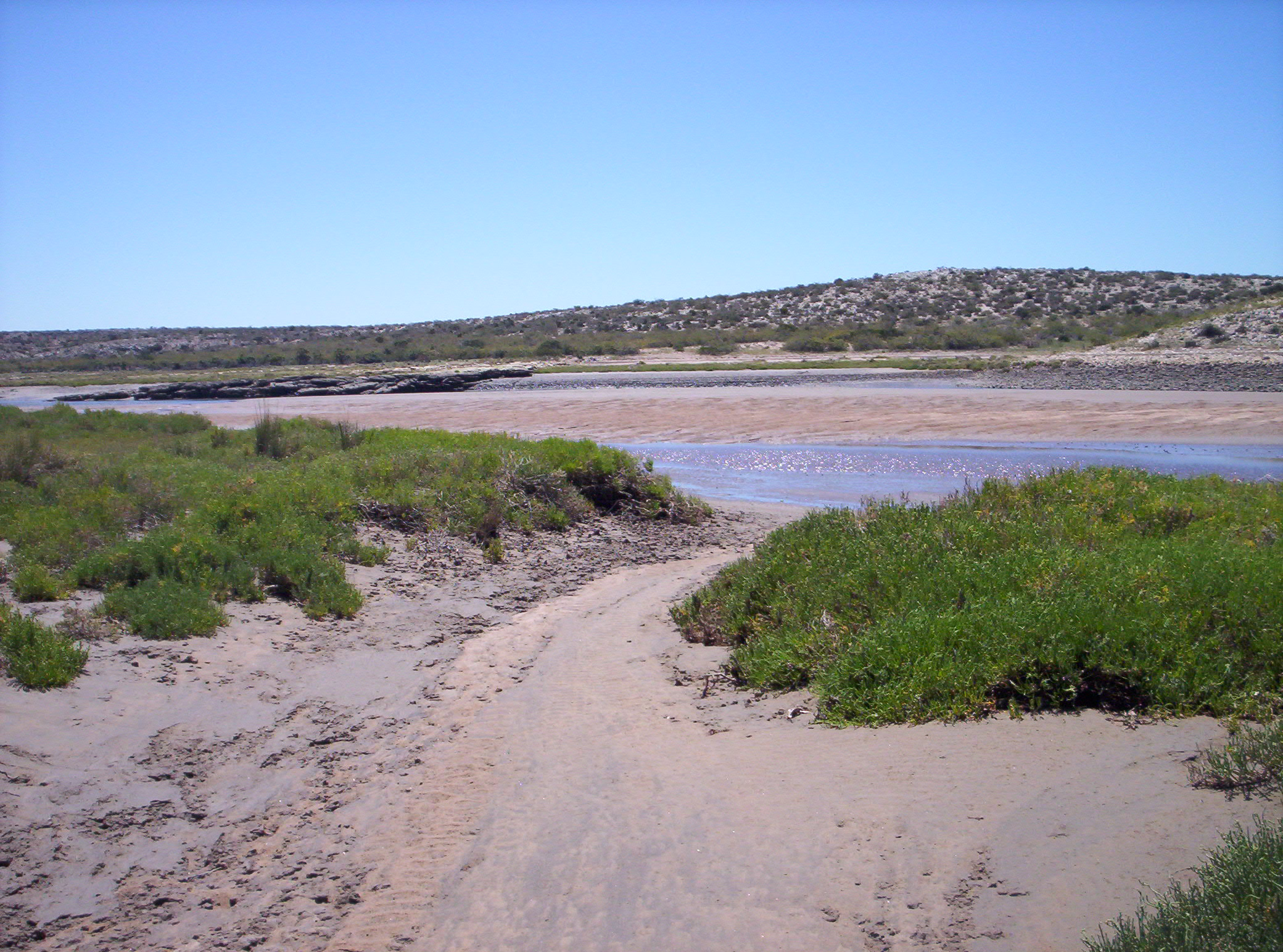
El arroyo en su tramo final y su desembocadura en el golfo.
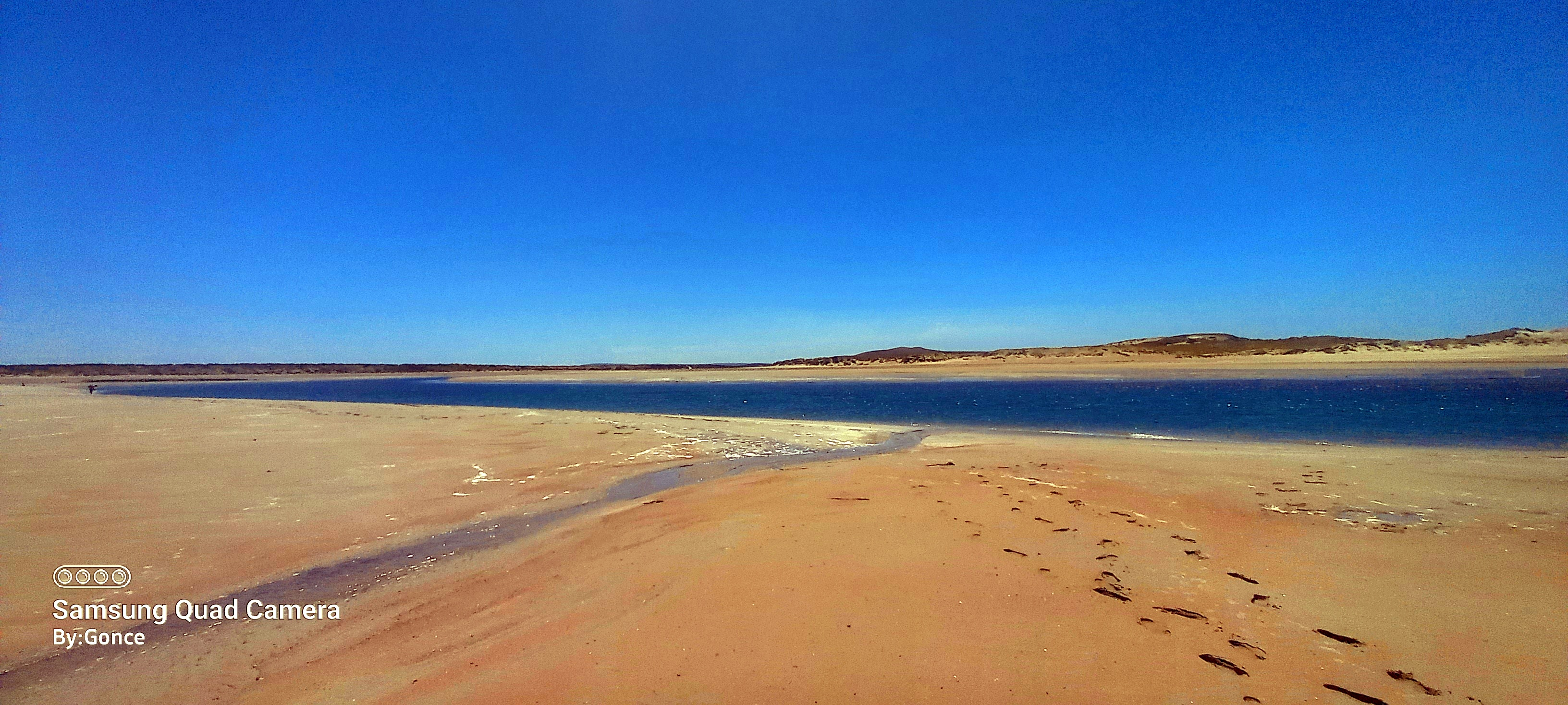
Arroyo El Salado invadido por el mar junto al a extensa playa dorada que da nombre al poblado.
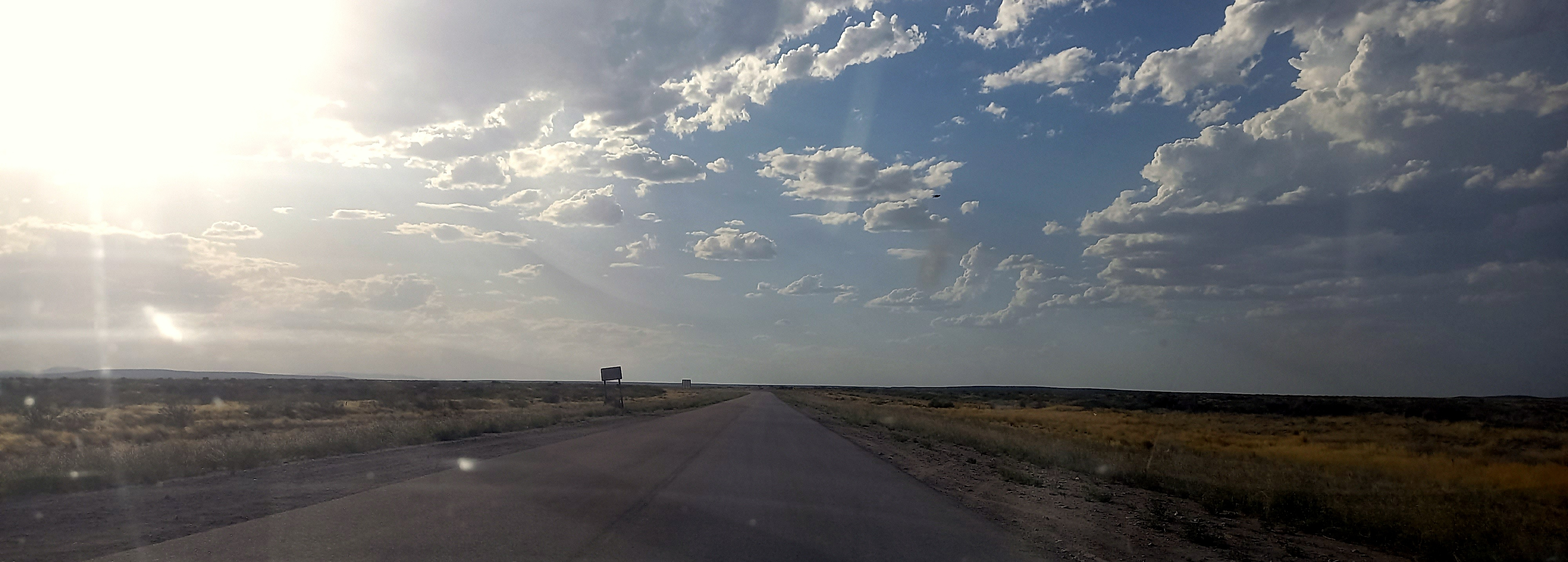
Tramo de la ruta 5 entre Playas Doradas y Sierra Grande.
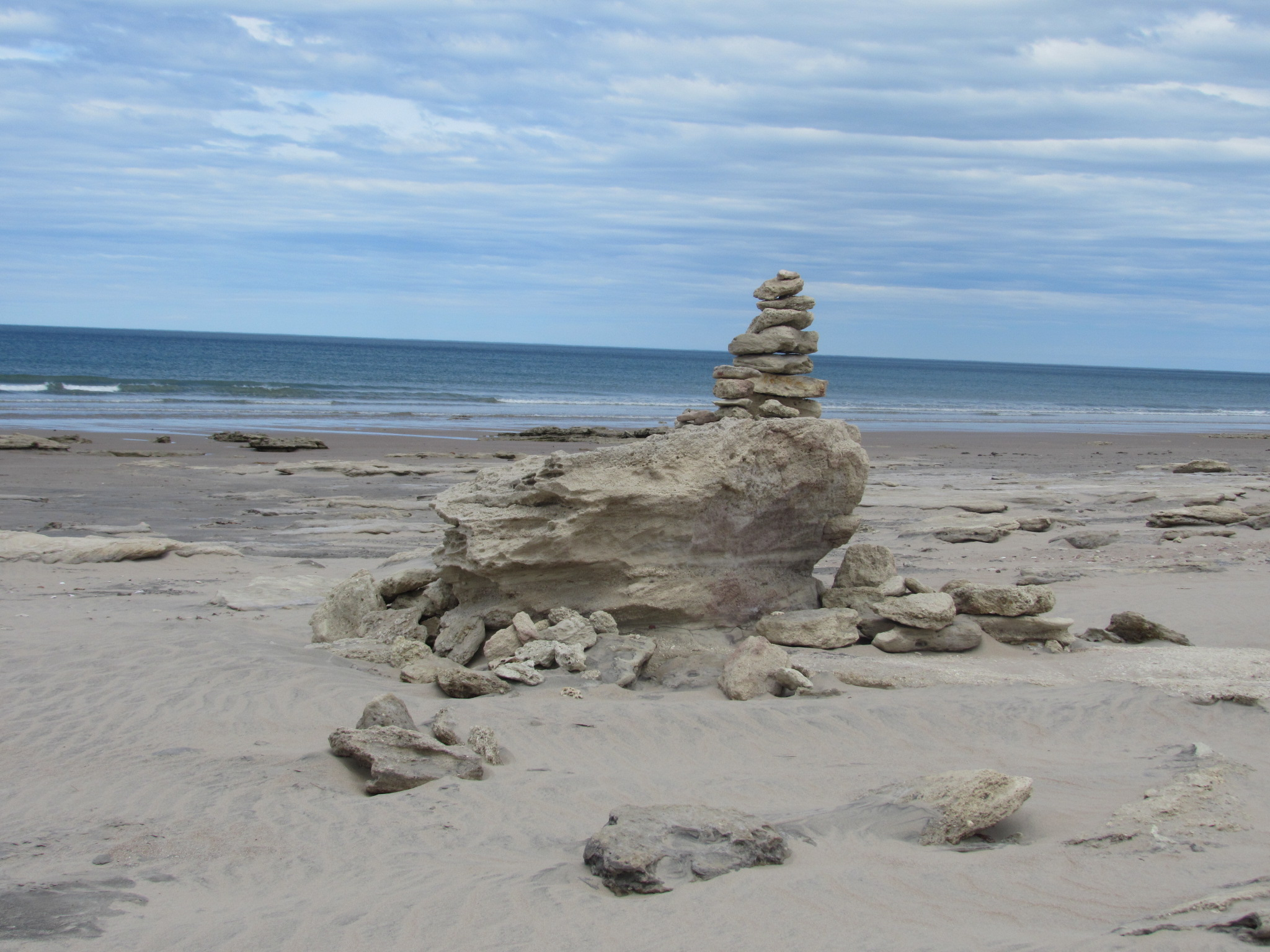
Parte de la playa erosionada por el mar.
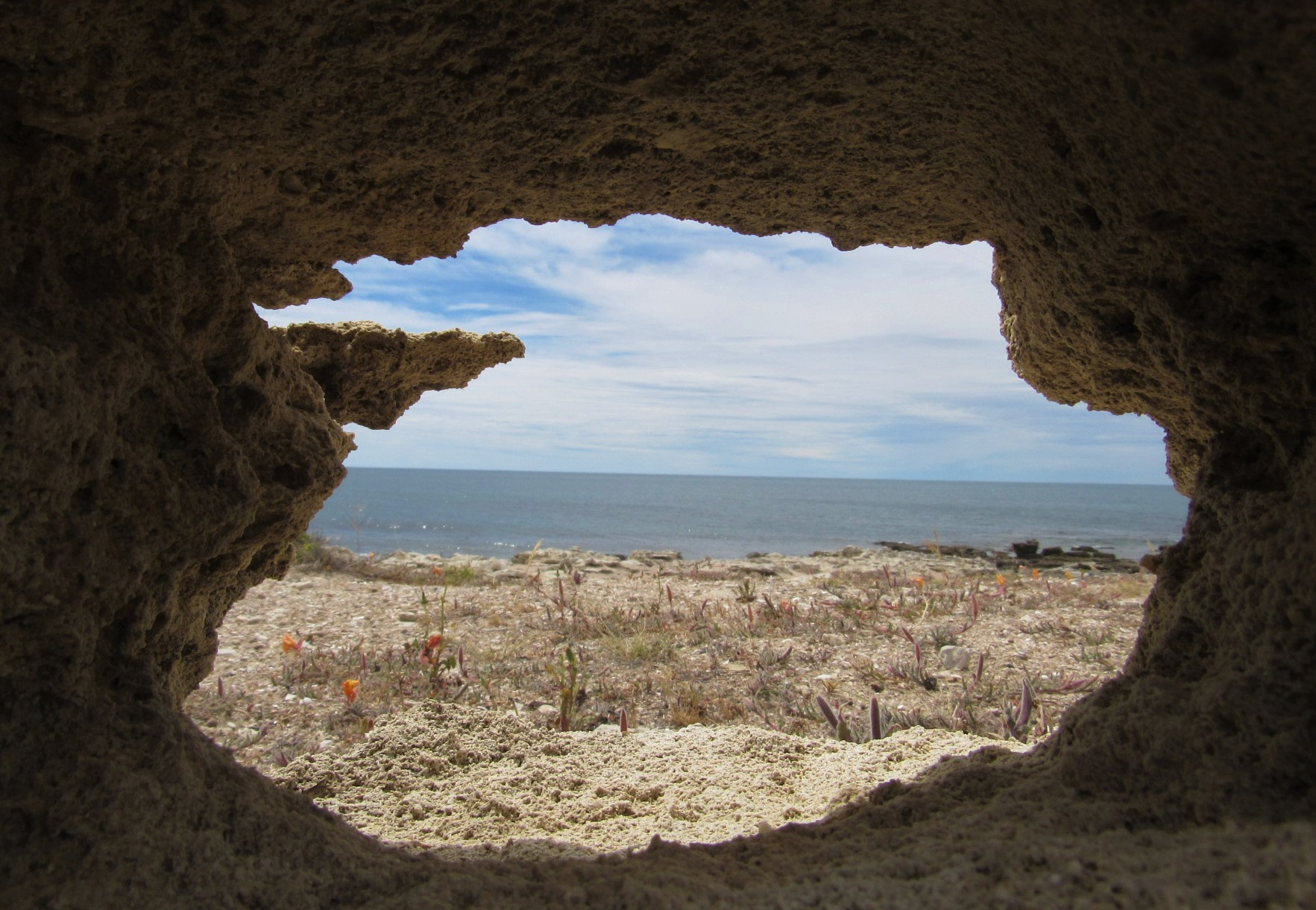
Sección de la playa más natural